# مک‌کورمیک (کارولینای جنوبی)
مک‌کورمیک(به انگلیسی: McCormick) شهری در ایالت کارولینای جنوبی کشور ایالات متحده آمریکا است که جمعیت آن در سرشماری سال ۲۰۱۰ میلادی، ۲٬۷۸۳ نفر بوده‌است.